# Atilio François
Atilio François Baldi (ur. 22 maja 1922 w Juan González, zm. 27 września 1997 w Montevideo) – urugwajski kolarz torowy i szosowy, srebrny medalista torowych mistrzostw świata.

## Kariera
Największy sukces w karierze Atilio François osiągnął w 1947 roku, kiedy zdobył srebrny medal w indywidualnym wyścigu na dochodzenie amatorów podczas torowych mistrzostw świata w Paryżu. W zawodach tych wyprzedził go jedynie Włoch Arnaldo Benfenati, a trzecie miejsce wywalczył Duńczyk Knud Andersen. Był to pierwszy w historii medal w kolarstwie torowym wywalczony przez reprezentanta Urugwaju. Był to również jedyny medal wywalczony przez François na międzynarodowej imprezie tej rangi. Na rozgrywanych rok później igrzyskach olimpijskich w Londynie wspólnie z kolegami z reprezentacji zajął czwartą pozycję w drużynowym wyścigu na dochodzenie, przegrywając walkę o brąz z Brytyjczykami. Na igrzyskach olimpijskich w Helsinkach w 1952 roku w tej samej konkurencji Urugwajczycy zajęli dwunaste miejsce. François startował również w wyścigach szosowych, między innymi trzykrotnie wygrywając Vuelta Ciclista del Uruguay.